# Одарченко, Юрий Витальевич
Юрий Витальевич Одарченко (укр. Юрій Віталійович Одарченко; род. 5 апреля 1960, Херсон, УССР, СССР) — украинский политический деятель, народный депутат Украины нескольких созывов. В прошлом — председатель Киевской городской организации партии Всеукраинское объединение «Батькивщина». Входит в политсовет данной политической силы, руководит её Херсонской областной организацией. Со 2 марта по 18 августа 2014 года — председатель Херсонской областной государственной администрации.

## Образование
В 1982 году окончил Херсонский сельскохозяйственный институт им. А. Д. Цюрупы по специальности инженер-строитель.
Член-корреспондент Академии строительства Украины (1996), имеет ученую степень кандидата экономических наук (1997).

## Карьера
С 1982 года работал мастером СМУ «Продстрой-2» треста «Херсонпромстрой».
В 1982—1984 годах — служба в Советской Армии (Одесский военный округ, войска связи).
В 1984—1989 годах — мастер, прораб СМУ «Промстрой-2» треста «Херсонпромстрой».
В 1989—1992 годах — прораб, старший прораб, начальник производственно-экономического отдела Управления механизации строительства треста «Херсонпромстрой».
С июня 1992 года директор акционерного предприятия «Механизация строительства», г. Херсон.
С августа 1993 по апрель 2002 — президент закрытого акционерного общества «Строймеханизация».
С 2000 года — доцент кафедры экономики и природопользования Херсонского государственного аграрного университета.
С августа 2002 года до 2006 года — председатель Наблюдательного совета закрытого акционерного общества «Строймеханизация».

## Политическая карьера
Депутат Херсонского городского совета двух созывов (1998—2006 годы).
В апреле — августе 2002 года — первый заместитель городского головы по вопросам деятельности исполнительных органов исполкома Херсонского городского совета.
С 25 мая 2006 года по 12 июня 2007 год и с 23 ноября 2007 года по 2014 год — народный депутат Украины, член Комитета Верховной Рады Украины по вопросам строительства, градостроения и жилищно-коммунального хозяйства и региональной политики.
С 3 декабря 2015 года — депутат Херсонского областного совета.
Был доверенным лицом кандидатов на пост Президента Украины Виктора Ющенко в ТИО № 195 (2004—2005) и Юлии Тимошенко в ТИО № 185 (2010).
С 2 марта 2014 года указом №226/2014 и.о. президента Украины Александра Турчинова назначен председателем Херсонской областной государственной администрации, при этом совмещал новую должность с работой в Верховной Раде как и ряд других председателей ОДА (Закарпатской, Одесской, Львовской и Сумской). Это вызвало неудовольствие президента Украины Петра Порошенко, предложившего 16 июня народным депутатам определиться с окончательным местом работы). По словам самого Юрия Одарченко, будучи губернатором он отказался от получения заработной платы и всех положенных государственным служащим выплат, тем самым работая на общественных началах.
25 июля Юрий Одарченко подал в отставку, объяснив это объективными причинами "по которым с этической точки зрения других вариантов просто не существует". Во время пресс-конференции он пояснил, что подал заявление в связи с отставкой правительства Арсения Яценюка и принципиальными разногласиями с политикой президента Украины, в частности - его отказа ввести военное положение на территории Херсонской области, что делает невозможным подготовить её к возможному вторжению со стороны оккупированного РФ Крымского полуострова
22 августа Юрий Одарченко сообщил, что останется исполнять обязанности председателя Херсонской областной государственной администрации до 26 августа. С 27 августа исполняющим обязанности председателя ХОГА будет его первый первый заместитель Игорь Шепелев.
В ходе парламентских выборов 26 октября 2014 года баллотировался по мажоритарному округу №182 (Херсонская область), где его основным конкурентом был кандидат от «Блока Петра Порошенко» Александра Спиваковского. В ходе подсчёта голосов долгое время лидировал Одарченкою, но его отрыв от Спиваковского был меньше 100 голосов, в итоге и ставшего победителем с отрывом в 174 голоса. «Батькивщина» обвинила Спиваковского в применении грязных технологий, в частности - принудительного голосования за свою кандидатуру задержанных в СИЗО, где бюллетени раздавались не только прописанным в округе, но и уроженцам других областей (что нарушает украинское законодательство) и применении «титушек» при попытке окружной избирательной комиссии признать эти бюллетени недействительными.
Как свидетельствуют данные протоколов, на всех остальных участках разрыв между двумя главными претендентами почти всегда держался в пределах 10%. Лишь в 3 местах сложилась иная ситуация: в тюремной больнице из 324 избирателей поддержали Спиваковского 231, Одарченко - 9, в Херсонской колонии (№61) Спиваковский получил 231 голосов из 289 (Одарченко - 9), В Северной колонии № 90 из 848 заключенных за кандидата Спиваковского проголосовали 571, за Одарченко - 23. 17 ноября Высший административный суд Украины отказал Юрию Одарченко в признании незаконности результатов выборов.
На промежуточных выборах 17 июля 2016 года в Херсоне на 183 округе был зарегистрирован кандидатом в депутаты, где его основным конкурентом стал кандидат от БПП Андрей Путилов, действующий на тот момент председатель Херсонского областного совета.
17 июля 2016 года одержал уверенную победу на промежуточных выборах. 6 сентября 2016 года принёс присягу народного депутата Украины, таким образом возобновив свою карьеру члена законодательного органа. Однако на внеочередных парламентских выборах 2019 года проиграл выборы в том же избирательном округе, заняв лишь четвертое место.

## Скандалы
На торжественном мероприятии в честь Дня Победы возле монумента Победы в Херсоне 9 мая 2014 года сказал, что Гитлер, будучи агрессором, использовал политический лозунг для вторжения на Украину, и сравнил действия России в Крыму и на востоке Украины с немецко-фашистскими:
…и эти агрессоры мотивировали свой захват не только желанием и не столько желанием захватить чужие территории и поработить людей. Они также выдвигали лозунги про, якобы освобождение наций и народов, которые проживают на землях, которые собирался захватить Гитлер. Если вы читаете историю… очень много телепередач про это, мы видим, что он, прежде всего, выдвигал лозунги – освобождение людей от коммунистического ига, освобождение людей от тирана Сталина, освобождение от других вещей… И это было первым мотивом для Гитлера — движение на суверенную страну, когда он пытался захватить территории. Но люди объединились в своем желании защищать свою родную Украину и выступили единым фронтом, откинув агрессора на земли… и показав ему, что люди могут и будут отвоёвывать свои территории.

Сегодня происходит то же самое на границах с Украиной. Сегодня агрессор стоит там и пытается какими-то призывами про, якобы притеснения людей, совершать агрессию на территорию…
Речь вызвала неоднозначную реакцию и возмущение граждан, пришедших на митинг, сопровождавшиеся попытками сорвать выступление губернатора.

## Семья
Отец Виталий Анатольевич (1939) — строитель, пенсионер. Мать Мария Федосеевна (1939) — пенсионерка.
Женат. Имеет троих детей. В частности, дочь Екатерина — политтехнолог.